# Antal van der Duim
 Antal van der Duim  nacido el 16 de septiembre de 1987 es un tenista profesional neerlandés.

## Carrera
Su ranking más alto a nivel individual fue el puesto Nº 227, alcanzado el 9 de marzo de 2015. A nivel de dobles alcanzó el puesto Nº 149 el 20 de abril de 2015.

## Títulos; 8 (0 + 8)
| Leyenda                        | Individuales | Dobles |
| ------------------------------ | ------------ | ------ |
| Grand Slam (tenis)\|Grand Slam | 0            | 0      |
| ATP World Tour Finals          | 0            | 0      |
| ATP World Tour Masters 1000    | 0            | 0      |
| ATP World Tour 500 Series      | 0            | 0      |
| ATP World Tour 250 Series      | 0            | 0      |
| ATP Challenger Series          | 0            | 8      |

### Dobles
| No. | Fecha      | Torneo                         | Superficie | Pareja           | Rival en la final                  | Resultado       |
| --- | ---------- | ------------------------------ | ---------- | ---------------- | ---------------------------------- | --------------- |
| 1.  | 05.08.2007 | Challenger de Saransk          | Tierra     | Boy Westerhof    | Alexey Kedryuk Uros Vico           | 2-6, 7-63, 11-9 |
| 2.  | 26.08.2007 | Challenger de Manerbio         | Tierra     | Boy Westerhof    | Frederico Gil Alberto Martín       | 7-6, 3-6, 10-8  |
| 3.  | 11.09.2011 | Challenger de Alphen (1)       | Tierra     | Thiemo de Bakker | Matwé Middelkoop Igor Sijsling     | 6-4, 6-74, 10-6 |
| 4.  | 15.07.2012 | Challenger de Scheveningen (1) | Tierra     | Boy Westerhof    | Rameez Junaid Simon Stadler        | 6-4, 5-7, 10-7  |
| 5.  | 14.07.2013 | Challenger de Scheveningen (2) | Tierra     | Boy Westerhof    | Gero Kretschmer Alexander Satschko | 6-3, 6-3        |
| 6.  | 08.09.2013 | Challenger de Alphen (2)       | Tierra     | Boy Westerhof    | Simon Greul Wesley Koolhof         | 4-6, 6-3, 12-10 |
| 7.  | 06.09.2014 | Challenger de Alphen (3)       | Tierra     | Boy Westerhof    | Rubén Ramírez Hidalgo Matteo Viola | 6-3, 6-1        |
| 8.  | 05.04.2015 | Challenger de Guadalupe        | Dura       | James Cerretani  | Matwé Middelkoop Wesley Koolhof    | 7-5, 6-0        |